# Běh na lyžích na Zimních olympijských hrách 2018 – sprint dvojic muži
Sprint dvojic mužů, běžecká disciplína z programu Zimních olympijských her 2018 se konal 21. února 2018 v Běžeckém centru Alpensia v Pchjongčchangu.
Vítězem se stala norská dvojice Martin Johnsrud Sundby, Johannes Høsflot Klæbo. Stříbro vybojovali Rusové Denis Spicov a Alexandr Bolšunov, bronzoví dojeli Francouzi ve složení Maurice Manificat, Richard Jouve. Česká dvojice Martin Jakš a Aleš Razým dokončila finálový závod na 7. místě. 

## Program
Časy jsou uvedeny v jihokorejském čase (UTC+9).
| Datum          | Čas   | Fáze závodu     |
| -------------- | ----- | --------------- |
| 21. února 2018 | 17:00 | Vyřazovací fáze |

## Výsledky
Q — postoupili do další fáze
LL — šťastní poražení
FF — fotofiniš

### Semifinále
Semifinále 1
| Pořadí | Číslo | Země                         | Závodníci                                  | Čas      | Ztráta   | Poznámka |
| ------ | ----- | ---------------------------- | ------------------------------------------ | -------- | -------- | -------- |
| 1      | 15    | Olympijští sportovci z Ruska | Denis Spicov Alexandr Bolšunov             | 15:58.84 | –        | Q        |
| 2      | 16    | Švédsko                      | Marcus Hellner Calle Halfvarsson           | 15:58.99 | +0.15    | Q        |
| 3      | 19    | Německo                      | Sebastian Eisenlauer Thomas Bing           | 16:00.55 | +1.71    | LL       |
| 4      | 18    | Finsko                       | Martti Jylhä Ristomatti Hakola             | 16:01.41 | +2.57    | LL       |
| 5      | 20    | Česko                        | Martin Jakš Aleš Razým                     | 16:08.78 | +9.94    | LL       |
| 6      | 17    | Velká Británie               | Andrew Musgrave Andrew Young               | 16:30.62 | +31.78   |          |
| 7      | 21    | Bělorusko                    | Michail Semenov Jurij Astapenka            | 16:32.31 | +33.47   |          |
| 8      | 22    | Rakousko                     | Bernhard Tritscher Dominik Baldauf         | 16:43.69 | +44.85   |          |
| 9      | 24    | Rumunsko                     | Paul Constantin Pepene Alin Florin Cioancă | 16:52.38 | +53.54   |          |
| 10     | 25    | Španělsko                    | Imanol Rojo Martí Vigo del Arco            | 16:59.83 | +1:00.97 |          |
| 11     | 26    | Slovinsko                    | Miha Šimenc Janez Lampič                   | 17:24.79 | +1:25.95 |          |
| 12     | 28    | Litva                        | Mantas Strolia Modestas Vaičiulis          | 17:41.73 | +1:42.89 |          |
| 13     | 27    | Jižní Korea                  | Magnus Kim Kim Eun-ho                      | 17:56.71 | +1:57.87 |          |
| 14     | 23    | Turecko                      | Ömer Ayçiçek Hamza Dursun                  | 18:45.78 | +2:46.94 |          |

Semifinále 2
| Pořadí | Číslo | Země                   | Závodníci                                     | Čas      | Ztráta   | Poznámka |
| ------ | ----- | ---------------------- | --------------------------------------------- | -------- | -------- | -------- |
| 1      | 1     | Norsko                 | Martin Johnsrud Sundby Johannes Høsflot Klæbo | 16:03.97 | –        | Q        |
| 2      | 4     | Francie                | Maurice Manificat Richard Jouve               | 16:04.45 | +0.48    | Q        |
| 3      | 6     | Spojené státy americké | Erik Bjornsen Simi Hamilton                   | 16:04.69 | +0.72    | LL       |
| 4      | 3     | Itálie                 | Dietmar Nöckler Federico Pellegrino           | 16:07.19 | +3.22    | LL       |
| 5      | 7     | Kanada                 | Len Väljas Alex Harvey                        | 16:07.24 | +3.27    | LL       |
| 6      | 2     | Švýcarsko              | Roman Furger Dario Cologna                    | 16:10.52 | +6.55    |          |
| 7      | 10    | Polsko                 | Dominik Bury Maciej Staręga                   | 16:21.83 | +17.86   |          |
| 8      | 5     | Kazachstán             | Denis Volotka Alexej Poltoranin               | 16:30.10 | +26.13   |          |
| 9      | 8     | Estonsko               | Marko Kilp Karel Tammjärv                     | 16:30.30 | +26.33   |          |
| 10     | 11    | Ukrajina               | Andrij Orlyk Oleksij Krasovskij               | 17:32.50 | +1:28.53 |          |
| 11     | 12    | Slovensko              | Peter Mlynár Andrej Segeč                     | 17:34.12 | +1:30.15 |          |
| 12     | 9     | Bulharsko              | Jordan Čučuganov Veselin Cinzov               | 17:38.26 | +1:34.29 |          |
| 13     | 13    | Austrálie              | Callum Watson Phillip Bellingham              | 17:38.36 | +1:34.39 |          |
| 14     | 14    | Čína                   | Wang Qiang Sun Qinghai                        | 18:11.95 | +2:07.98 |          |

### Finále
| Pořadí           | Číslo | Země                         | Závodníci                                     | Čas      | Ztráta |
| ---------------- | ----- | ---------------------------- | --------------------------------------------- | -------- | ------ |
| Zlatá medaile    | 1     | Norsko                       | Martin Johnsrud Sundby Johannes Høsflot Klæbo | 15:56.26 | —      |
| Stříbrná medaile | 15    | Olympijští sportovci z Ruska | Denis Spicov Alexandr Bolšunov                | 15:57.97 | +1.71  |
| Bronzová medaile | 4     | Francie                      | Maurice Manificat Richard Jouve               | 15:58.28 | +2.02  |
| 4                | 16    | Švédsko                      | Marcus Hellner Calle Halfvarsson              | 15:59.33 | +3.07  |
| 5                | 3     | Itálie                       | Dietmar Nöckler Federico Pellegrino           | 16:14.81 | +18.55 |
| 6                | 6     | Spojené státy americké       | Erik Bjornsen Simi Hamilton                   | 16:16.98 | +20.72 |
| 7                | 20    | Česko                        | Martin Jakš Aleš Razým                        | 16:24.83 | +28.57 |
| 8                | 7     | Kanada                       | Len Väljas Alex Harvey                        | 16:31.86 | +35.60 |
| 9                | 18    | Finsko                       | Martti Jylhä Ristomatti Hakola                | 16:32.30 | +36.04 |
| 10               | 19    | Německo                      | Sebastian Eisenlauer Thomas Bing              | 16:42.20 | +45.94 |